# سنترال پارک (واشینگتن)
سنترال پارک (به انگلیسی: Central Park) یک منطقهٔ مسکونی در ایالات متحده آمریکا است که در شهرستان گریز هاربر، واشینگتن واقع شده‌است. سنترال پارک ۹٫۱ کیلومتر مربع مساحت و ۲٬۶۸۵ نفر جمعیت دارد و ۴۲ متر بالاتر از سطح دریا واقع شده‌است.